# 安東·海因里希 (施瓦茨堡-松德斯豪森)
安東·海因里希（德語：Anton Heinrich，1571年10月7日—1638年8月10日），施瓦茨堡-松德斯豪森伯爵，約翰·金特一世之子。
安東·海因里希與兄弟金特四十二世、克里斯蒂安·金特一世共治。安東·海因里希終生未婚，1638年於松德斯豪森去世。